# Cervelló
|  | Pel que fa al llinatge dels Cervelló, vegeu Cervelló (llinatge). |

Cervelló és un municipi de la comarca del Baix Llobregat, a la província de Barcelona. El municipi, amb una extensió de 24,25 km², té un total de 9.647 habitants el 2024, amb una densitat de 369,7 habitants per km². L'any 1998 es va produir la secessió del poble de la Palma, que va passar a ser conegut com la Palma de Cervelló.

## Geografia
- Llista de topònims de Cervelló (Orografia: muntanyes, serres, collades, indrets..; hidrografia: rius, fonts...; edificis: cases, masies, esglésies, etc).

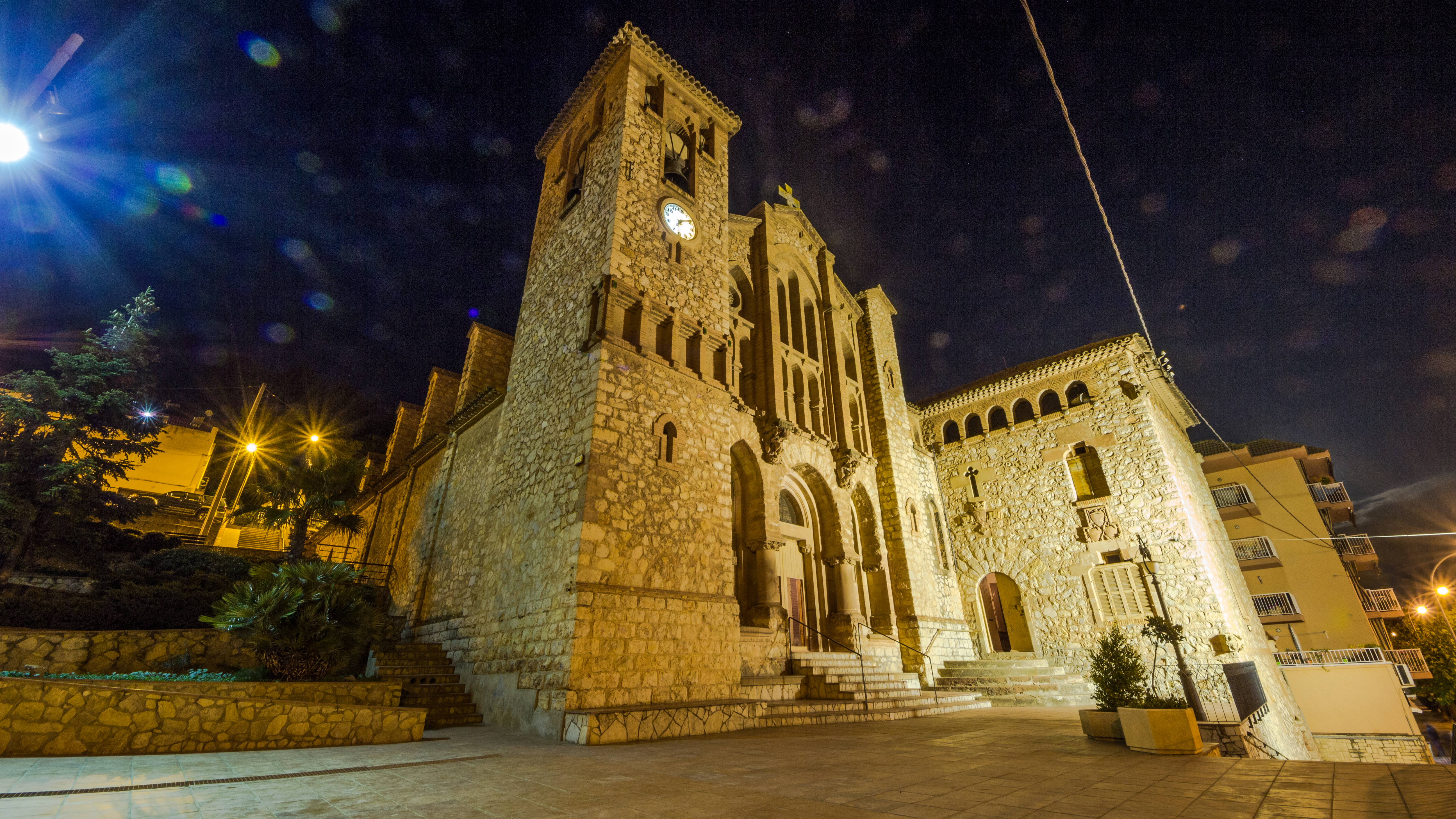
Església de Sant Esteve

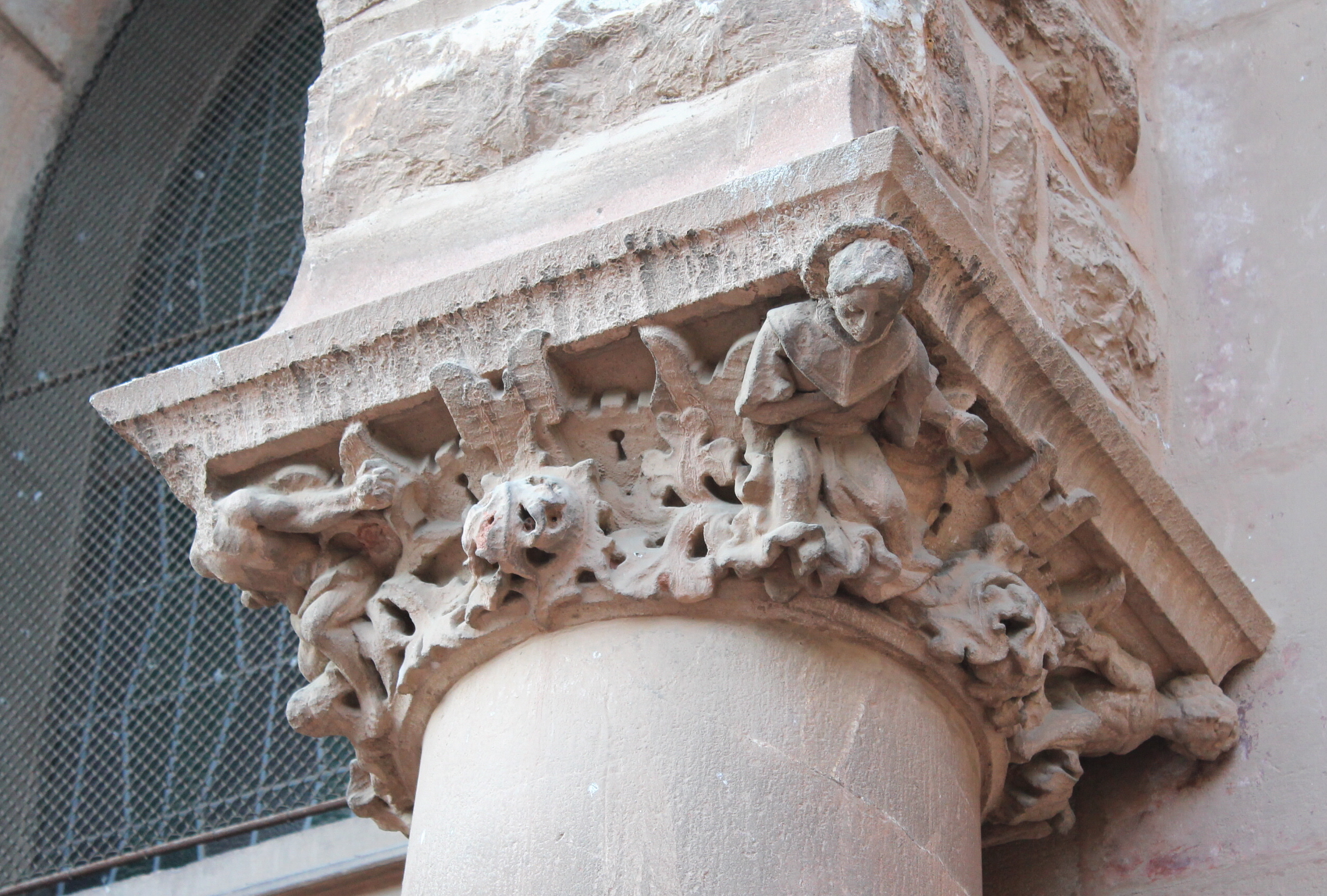
Església de Sant Esteve

Situat a la comarca del Baix Llobregat, a només vint quilòmetres de Barcelona, en plena natura i rodejat de muntanyes, Cervelló comparteix veïnatge amb els municipis de Vallirana, Corbera de Llobregat, la Palma de Cervelló, Torrelles de Llobregat, Sant Vicenç dels Horts, Gelida i Subirats.
El terme municipal té una superfície de 24,10 km², dels quals 16 km² estan qualificats com a no urbanitzables i una gran part d'aquests estan inclosos dins el Pla d'Espais d'Interès Natural de Catalunya (PEINC) i la Xarxa Natura 2000.
El punt més alt del municipi està situat al puig d'Agulles, dins el paratge de l'Ordal, a una cota de 653,65 metres. El nucli urbà està situat a la vall de la Riera de Cervelló, a cotes d'entre 100 i 180 metres.
Hidrogràficament, el municipi es divideix en dues conques, per una banda la riera de Cervelló i per l'altre la riera de Rafamans. Al sud hi ha la riera de Santa Maria, un torrent a l'antiga Vall de la Santa Creu.
El patrimoni natural de Cervelló aplega una gran riquesa d'espècies florals destacades com la garriga amb romaní, falgueres... Les arbredes com el pi blanc, roures, alzinars, avellaners, entre d'altres. Pel que fa a la fauna, cal mencionar la presència de senglars, guineus, fagines, genetes i teixons, que troben refugi en les zones d'alzines i en les fondalades més ombrívoles. A nivell geològic hi trobem molts avencs i coves, un d'ells és l'avenc d'en Roca, situat a prop del coll d'Ordal, amb més de 60 metres de fondària i una sala subterrània. Aquest avenc va ser un dels primers que es van explorar a Catalunya a principis del s. XX (té el problema que a prop hi ha l'explotació d'una gran pedrera). L'interessant Cova de coll Verdaguer, és una cavitat d'uns 40 m de recorregut actual, que a part del seu interès bioespeleològic presenta un interessant jaciment en el qual s'han trobat elements del Pleistocé on s'hi han trobat abundants restes òssies i excrements, actualment s'hi estan fent treballs d'investigació arqueològica.

## Història
Els orígens poblats els trobem amb restes del Neolític a l'entorn del temple romànic de Santa Maria de Cervelló i les Penyes del Rector o Roca Plana (hi manca un estudi arqueològic més aprofundit). En el lloc del castell, abans d'aquesta construcció, hi va haver poblats de l'època del bronze. A l'est del municipi es troba el poblat ibèric Jaciment Arqueològic de Puig Castellar (Sant Vicenç dels Horts i Cervelló) que dominava l'entrada de la vall i el riu Llobregat.
Durant l'època romana se sap que a la zona hi havia moltes vinyes i es feia vi. Les restes romanes mes properes són a Sant Vicenç dels Horts que hi va aparèixer un forn de ceràmica on es feien àmfores per a dur el vi de la zona arreu de la Mediterrània. Una altra referència romana és el nom de Vallirana que deriva d'un antropònim, Valerius. L'origen del municipi de Cervelló el trobem ja amb al castell de Cervelló, que guardava el camí d'Ordal que duia al Penedès. El castell vigilava la frontera amb els sarraïns, seguint la construcció de castells de frontera al llarg del riu Llobregat. Tot això es troba documentat a principis del segle x, quan el castell encara pertanyia al comte de Barcelona. Aquest castell va donar lloc al llinatge nobiliari dels Cervelló que, durant molts segles, van ser propietaris del castell i de les terres que l'envoltaven. Això va donar lloc a un municipi dispers, format per masies i masos isolats dins el terme municipal.

## Etimologia
El nom de Cervelló no deriva del llatí "Servilius", tal com havia escrit el lingüista Joan Coromines en el seu Diccionari etimològic i complementari de la llengua catalana. Més tard el mateix autor ho rectifica a l'obra Onomasticon Cataloniae (Barcelona 1989–1997). De la reunió d'hipòtesis que formula, creu que prové d'un Cervilione, nom llatí possiblement adaptació d'un de celta. Els noms d'arrel CARV- son pròpies del celta, les adaptacions llatines dels quals formen CERV-.
L'any 992 els comtes Ermengol i Ramon van vendre a Ènnec Bonfill el castell de Cervelló i les seves possessions. La nissaga dels Cervelló neix a partir d'Hug de Gurb, casat amb l'hereva del castell Eliarda (filla d'Ènnec Bonfill).
qui va ser el fundador del llinatge de Cervelló: Hug I de Cervelló. El 1382 Guillem Ramon de Montcada i de Peralta intercanvià amb Pere II d'Urgell la baronia de Cervelló i les viles de Sant Vicenç dels Horts i Piera a canvi de la meitat de les baronies de Bunyol, Xiva i Xestalgar.
A partir del segle xvi, el poder feudal dels senyors comença a minvar a mesura que les municipalitats, amb el suport del rei o del Consell de Cent barceloní, van anar augmentant la seva importància.
El 1714, la derrota catalana a la Guerra de Successió marca el final d'una època. La destrucció del castell per ordre de Felip V en va ser una de les primeres conseqüències.
A partir de l'any 1763 comença la construcció de la carretera Reial o camí Nou de Barcelona a València, per ordre Carles III. És aleshores quan es va anar formant el nucli agrupat de Cervelló, que fins aquell moment havia estat un poble rural de masies i cases pairals. dedicat bàsicament a una agricultura mancada de recursos i gairebé sense activitat industrial, tret d'algunes pedreres -de moles i carreus- i molins fariners i paperers.
Des de l'edat mitjana, a les terres dels Cervelló, hi havia molins fariners. Més tard es feia producció a les pedreres de pedra per a la construcció i moles d'afilar de gran qualitat i que s'exportaven arreu. Als boscos es feia carbó a les carboneres. És a partir de la construcció de la carretera quan s'inicia el procés d'industrialització de Cervelló, basat especialment en la indústria del paper, en uns quants molins al llarg de la riera, les fàbriques tèxtils i, sobretot, el vidre, impulsada primer el 1855 per Josep Jover i per Joaquim Mensa i Prats, a partir del 1864, i que va tenir gran prosperitat.
De la nostra història més recent destaca el naixement, el 19 de gener de 1899, de Josep Tarradellas i Joan, president de la Generalitat de Catalunya a l'exili (1954) i primer després de la restauració de la democràcia (1977-1980). Les seves despulles descansen al panteó familiar del cementiri de Cervelló, juntament amb els seus pares, esposa i filla. Cada any, coincidint amb la data de la seva mort, el 10 de juny, l'Ajuntament li ret homenatge amb una ofrena floral a la rambla, que porta el seu nom, amb la participació de partits polítics, entitats i associacions socials, culturals i esportives de la localitat i de tot Catalunya.
Al municipi ha estat residència personatges destacats del panorama artístic i cultural català, entre molts d'altres, en Frederic Soler Pitarra, el gran comediògraf i un dels impulsors del teatre català del segle xix. Va viure a la masia que continua duent el seu nom Mas Pitarra i va escriure un poema basat en un fet real ocorregut a la masia de Mas de Can Pi, “La Pubilleta”.

## Llocs d'interès

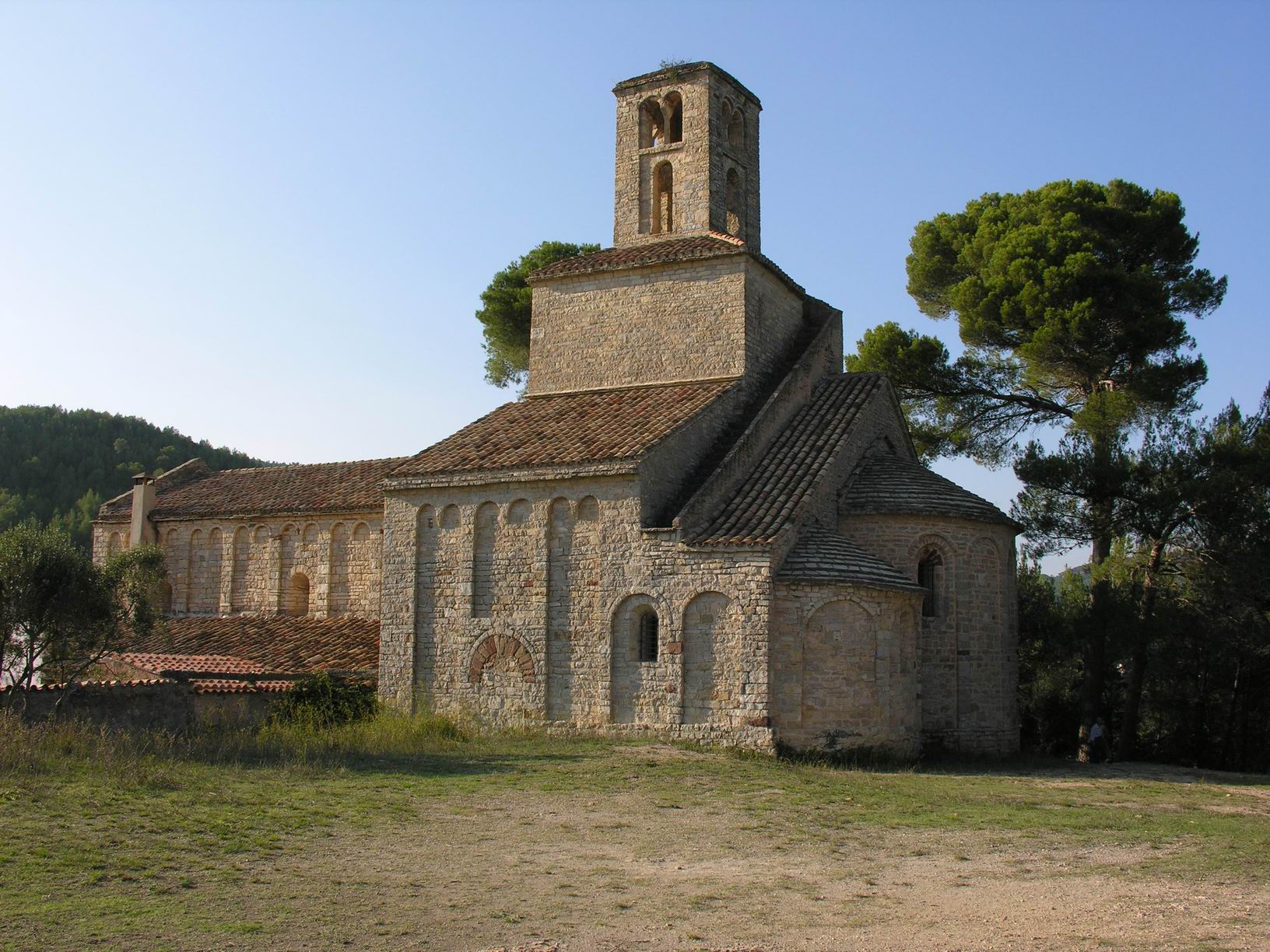
Sant Ponç

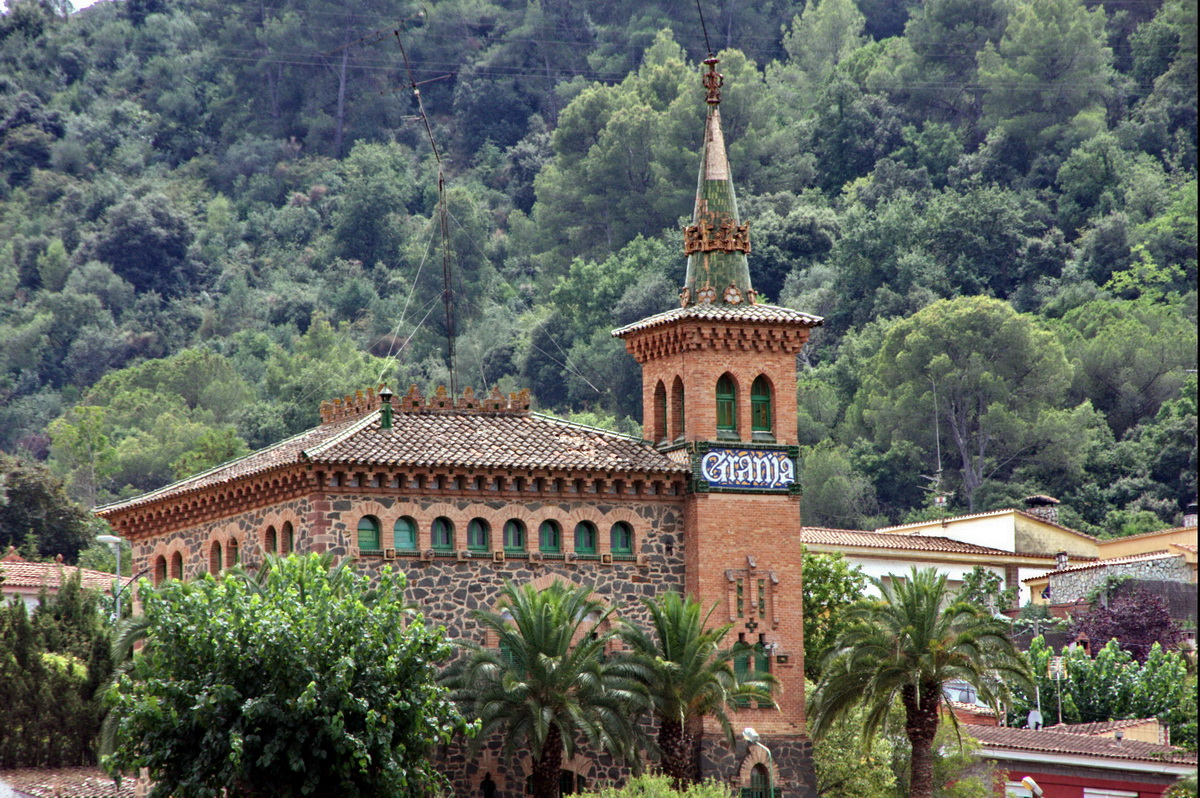
Granja Garcia

Dins el terme destaquen les ruïnes del castell de Cervelló, l'església de Santa Maria de Cervelló s. XI (antiga parròquia de Sant Esteve), el monestir priorat benedictí de Sant Ponç s. XI, la capella del Remei s. XVIII, a Mas Vila. L'església parroquial de Sant Esteve obra d'Antoni M. Gallissà, 1908. Les masies de Can Sala de Baix, el Mas Pitarra (Can Pitarra (Cervelló)) -l'antiga rectoria de la parròquia-, Can Riera, Ca n'Esteve, Can Romagosa del Camí, Torre Vileta, Granja Garcia obra d'Antoni M. Gallissà, entre moltes d'altres.
La Biblioteca Municipal de Cervelló es va inaugurar el 15 de desembre de l'any 2006 amb un fons bibliogràfic de 9.000 volums. És un edifici de nova planta de 650 metres quadrats amb vestíbul, sala d'actes, punt d'informació juvenil i diversos espais de lectura. L'any 2019 la Biblioteca va implantar la tecnologia RFID en el material bibliogràfic.

## Geologia
El municipi de Cervelló és una zona molt rica geològicament parlant ja que té lutites roges (afloraments de gresos de roca sedimentària de coloració vermella), dolomites (típiques de la zona del garraf), margues, conglomerats, fàcies Buntsandstein i fàcies Muschelkalk. Cal assenyalar l'interès edafològic dels sòls vermells relictes del peu de serra septentrional, que s'alternen amb loess i crostes calcàries.
Aquest Espai inclou també els penya-segats de Cervelló: àrea de petites dimensions, representativa del paisatge dels terrenys silicis d'aquest territori, que contrasta singularment amb gran part del territori constituït sobre materials carbonatats. És una bona mostra dels sistemes naturals d'aquest medi, que han sofert una forta regressió en els últims anys a conseqüència de l'acció antròpica.
Els penya-segats de Cervelló constitueixen un espai de notable singularitat, caracteritzat pels materials silicis triàsics del Buntsandstein i els afloraments de calcàries del Muschelkalk, que determinen formes de relleu molt particulars i de notable interès paisatgístic. Les Penyes del Rector són una bona referència del paisatge natural de Cervelló, amb unes bones vistes al poble i també les coves de Can Riera.
A Cervelló comença la Serra de l'Ordal, muntanyes que se situen entre el Penedès i el Baix Llobregat formant així la comarca natural de l'Ordal. Forma part del Pla d'espais d'interès natural (zona PEIN), aprovat l'any 1992 per la Generalitat de Catalunya, amb una superfície de 1.328,34 HA a Cervelló. El massís de d'Ordal és format per un sistema càrstic amb masses de calcàries mesozoiques i dipòsits de sediments marins, que donen cos a un relleu calcari ben característic. A diferència del Garraf, els materials silicis més antics afloren amb més freqüència a l'extrem nord-est, en contacte amb la depressió del Llobregat-Penedès.
Una de les rutes per gaudir del paisatge és seguir el camí antic de Cervelló a Torrelles de Llobregat, passant pel temple de Santa Maria de Cervelló, Can Castany i Can Sala de Baix per després endinsant-se per la pista forestal fins a arribar a can Riera i Torrelles.

## Política i govern

### Composició de la Corporació Municipal
El Ple de l'Ajuntament està format per 13 regidors. En les eleccions municipals de 2019 la candidatura de Partit dels Socialistes de Catalunya-Candidatura de Progrés (M'estimo Cervelló-PSC-CP) obtingué 6 regidors, Esquerra Republicana de Catalunya-Sumem-Moviment d'Esquerres-Acord Municipal (ERC-SUMEN-MES-AM) n'obtingué 6, i Ciutadans (Cs) 1.

### Eleccions municipals
| Eleccions municipals de 26 de maig de 2019 - Cervelló |                                                                               |                                     |                                     |       |           |          |
| Candidatura | Candidatura                                                                   | Candidatura                         | Cap de llista                       | Vots  | Vots      | Regidors |
| | M'estimo Cervelló-Partit dels Socialistes de Catalunya-Candidatura de Progrés |                                     | José Ignacio Aparicio Ciria         | 1875  | 41,95 %   | 6 (+1)   |
| | Esquerra Republicana de Catalunya-Acord Municipal                             |                                     | Josep Ramon Mut i Bosque            | 1625  | 36,35 %   | 6 (+2)   |
| | Ciutadans - Partit de la Ciutadania                                           |                                     | Juan Noguera García                 | 316   | 7,07 %    | 1 ()     |
| | Altres candidatures                                                           |                                     |                                     | 615   | 13,76 %   | 0 ( -3)  |
| | Vots en blanc                                                                 |                                     |                                     | 39    | 0,87 %    |          |
| Total vots vàlids i regidors | Total vots vàlids i regidors                                                  | Total vots vàlids i regidors        | Total vots vàlids i regidors        | 4470  | 100 %     | 13       |
| | Vots nuls                                                                     | Vots nuls                           | Vots nuls                           | 26    | 0,58 %    |          |
| Participació (vots vàlids més nuls) | Participació (vots vàlids més nuls)                                           | Participació (vots vàlids més nuls) | Participació (vots vàlids més nuls) | 4496  | 66,77 %** |          |
| Abstenció | Abstenció                                                                     | Abstenció                           | Abstenció                           | 2445* | 35,23 %** |          |
| Total cens electoral | Total cens electoral                                                          | Total cens electoral                | Total cens electoral                | 6941* | 100 %**   |          |
| Batlle: Montse Canas (PSC) (setembre 2024) Per majoria absoluta dels vots dels regidors (7 vots: 6 de PSC i 1 de Cs)                                                         |                                                                               |                                     |                                     |       |           |          |
| Fonts: Ministeri de l'Interior. Junta Electoral de la Zona de Sant Feliu de Llobregat. Diari Ara. (* No són vots sinó electors. ** Percentatge respecte del cens electoral.) |                                                                               |                                     |                                     |       |           |          |

### Alcaldes de Cervelló
| Període         | Alcalde o alcaldessa                               | Partit polític  | Data de possessió | Observacions |
| --------------- | -------------------------------------------------- | --------------- | ----------------- | ------------ |
| 1979–1983       | Quimet Soler i Canaleta                            | Logotip de CiU  | 19/04/1979        | --           |
| 1983–1987       | Josep Jané i Pagès                                 | Independent     | 28/05/1983        | --           |
| 1987–1991       | Josep Lluís Morant i López                         | Logotip de CiU  | 30/06/1987        | --           |
| 1991–1995       | Josep Lluís Morant i López                         | Logotip de CiU  | 15/06/1991        | --           |
| 1995–1999       | Josep Lluís Morant i López                         | Logotip de CiU  | 17/06/1995        | --           |
| 1999–2003       | Angelino Maestro Martínez                          | Logotip del PSC | 03/07/1999        | --           |
| 2003–2007       | Angelino Maestro Martínez                          | Logotip del PSC | 14/06/2003        | --           |
| 2007–2011       | Angelino Maestro Martínez                          | Logotip del PSC | 16/06/2007        | --           |
| 2011–2015       | Jesús Arévalo i Bravo                              | Logotip de CiU  | 11/06/2011        | --           |
| 2015–2019       | José Ignacio Aparicio Ciria                        | Logotip del PSC | 13/06/2015        | --           |
| 2019-2023       | José Ignacio Aparicio Ciria                        | Logotip del PSC | 15/06/2019        | --           |
| Des de 2023     | José Ignacio Aparicio Ciria / Montse Canas (2024-) | Logotip del PSC | 17/06/2023        | --           |
| Fonts: Municat. |                                                    |                 |                   |              |

## Festes i tradicions
- Cavalcada de Reis. 5 de gener.
- Festa de Sant Sebastià, el dia 20 de gener. Festa del vot de poble,[21] en agraïment al sant per haver deslliurat a la població d'unes epidèmies que assolaren bona part de la població catalana la primera meitat del s. XIX. La festa l'organitza l'entitat Germandat de Sant Sebastià el diumenge abans o després del dia 20. Es canten els Goigs de Sant Sebastià.
- Rua de Carnaval. A Cervelló la rua de Carnaval es celebra una setmana més tard, just en temps de quaresma.
- Aplec de Sant Ponç. La festa del sant s'escau el dia 11 de maig, però per tradició, l'aplec al monestir és el segon diumenge de maig. L'edifici és terme municipal de Cervelló i l'aplec l'organitza la Parròquia i l'Ajuntament de Corbera de Llobregat.
- Fira del Comerç. Al mes de maig es celebra la Fira dedicada al comerç, les empreses i les entitats del municipi i de localitats veïnes i, fins i tot algunes són de fora de Catalunya, al llarg del carrer Major i la rambla.
- Sant Joan Baptista. Celebració del solstici d'estiu amb l'arribada de la Flama del Canigó amb una petita revetlla a la rambla de Josep Tarradellas.
- Corpus Christi. Festa que es celebra el diumenge següent a l'octava de Pentecosta. Es fan catifes de flors on hi passa una processó amb el seguici de Cervelló.
- Festa Major de Sant Esteve, patró de Cervelló. 3 d'agost (festa de la miraculosa troballa o invenció del cos de Sant Esteve màrtir). -Per tradició es continua celebrant tot i que l'Església, per un Motu Propio de Joan XXIII, l'any 1960, aquesta segona festa va ser suprimida del Calendari Romà-. Es canten els Goigs de Sant Esteve.
- Festa de Santa Maria de Cervelló, copatrona. El dia 19 de setembre és el dia de la celebració litúrgica de la Santa. A Cervelló, es celebra la festa el mateix dia 19 de setembre i el cap de setmana següent. En aquesta festa, es realitza l'Aplec a l'església romànica de Santa Maria de Cervelló (antigament s'havia celebrat el 25 de setembre) on es celebra una missa solemne, la benedicció i repartiment dels panets de Santa Maria de Cervelló, una ballada de sardanes a l'era de Can Sala de Baix i una arrossada popular a càrrec dels Amics de la Paella de Cervelló. Es canten els Goigs de Santa Maria de Cervelló
- Festa de la Mare de Déu del Remei. El segon diumenge d'octubre es fa l'Aplec a la capella del Remei del Mas Vila. Per tradició l'organitzen un any sí, un any no, les parròquies de Cervelló i de Sant Vicenç dels Horts (l'any 2022 l'organitzarà Cervelló).
- 26 de desembre. Festa de Sant Esteve màrtir, patró de Cervelló. Es celebra una missa solemne en honor del Sant. En els últims anys s'han realitzat activitats culturals per a reivindicar més la festa del patró del poble i la Diada de Sant Esteve.

## Demografia[22]
| Entitat de població   | Habitants (2024) |
| Cervelló              | 4.278            |
| Can Guitard Vell      | 1.256            |
| Puigmontmany          | 713              |
| Can Paulet            | 614              |
| la Torre Vileta       | 503              |
| Mas de Can Pi         | 467              |
| Can Castany           | 401              |
| Granja Garcia         | 381              |
| Santa Rosa            | 329              |
| la Costa de la Perdiu | 305              |
| el Mirador            | 150              |
| Interclub Residencial | 78               |
| Can Roig              | 75               |
| les Rovires           | 44               |
| Grab                  | 23               |
| la Ciutat del Remei   | 16               |
| Font: Idescat         |                  |

| 1497 f | 1515 f | 1553 f | 1717 | 1787 | 1857  | 1877  | 1887  | 1900  | 1910  |
| ------ | ------ | ------ | ---- | ---- | ----- | ----- | ----- | ----- | ----- |
| 32     | 25     | 24     | 229  | 466  | 1.027 | 1.196 | 1.424 | 1.720 | 1.781 |

| 1920  | 1930  | 1940  | 1950  | 1960  | 1970  | 1981  | 1990  | 1992  | 1994  |
| ----- | ----- | ----- | ----- | ----- | ----- | ----- | ----- | ----- | ----- |
| 1.606 | 1.571 | 1.401 | 1.414 | 1.760 | 2.338 | 3.513 | 5.279 | 5.971 | 5.971 |

| 1996  | 1998  | 2000  | 2002  | 2004  | 2006  | 2008  | 2010  | 2012  | 2014  |
| ----- | ----- | ----- | ----- | ----- | ----- | ----- | ----- | ----- | ----- |
| 4.752 | 5.238 | 6.064 | 6.528 | 6.980 | 7.674 | 8.187 | 8.566 | 8.660 | 8.811 |

| 2016  | 2018  | 2020  | 2022  | 2024  | 2026 | 2028 | 2030 | 2032 | 2034 |
| ----- | ----- | ----- | ----- | ----- | ---- | ---- | ---- | ---- | ---- |
| 8.861 | 8.970 | 9.077 | 9.307 | 9.647 | -    | -    | -    | -    | -    |

El 1787 incorpora Sant Ponç i es desagrega Vallirana; el 1857 incorpora la Palma, i el 1998 es desagrega la Palma de Cervelló.
| Període     | Alcalde o alcaldessa        | Partit polític | Data de possessió | Observacions |
| ----------- | --------------------------- | -------------- | ----------------- | ------------ |
| 1979–1983   | Quimet Soler Canaleta       | CIU            | 19/04/1979        | --           |
| 1983–1987   | Josep Jané Pagés            | Independents   | 28/05/1983        | --           |
| 1987–1991   | Josep Lluís Morant López    | CIU            | 30/06/1987        | --           |
| 1991–1995   | Josep Lluís Morant López    | CIU            | 15/06/1991        | --           |
| 1995–1999   | Josep Lluís Morant López    | CIU            | 17/06/1995        | --           |
| 1999–2003   | Angelino Maestro Martínez   | PSOE           | 03/07/1999        | --           |
| 2003–2007   | Angelino Maestro Martínez   | PSOE           | 14/06/2003        | --           |
| 2007–2011   | Angelino Maestro Martínez   | PSOE           | 16/06/2007        | --           |
| 2011–2015   | Jesús Arévalo Bravo         | CIU            | 11/06/2011        | --           |
| 2015–2019   | José Ignacio Aparicio Ciria | PSC            | 13/06/2015        | --           |
| 2019-2023   | José Ignacio Aparicio Ciria | PSC-CP         | 15/06/2019        | --           |
| Des de 2023 | n/d                         | n/d            | 17/06/2023        | --           |

## Personatges que van néixer o viure a Cervelló
- Frederic Soler i Hubert -Serafí Pitarra- (Barcelona, 1839 - Barcelona, 1895) fou un dramaturg, poeta i empresari teatral. Propietari del Mas Pitarra, on va fer estades i hi estiuejà.
- Apel·les Mestres i Oñós (Barcelona, 1854 - 1936), dibuixant, dramaturg, poeta i músic. Va fer estades a Cervelló, on hi tenia familiars.
- Manuel Rovira i Serra (Barcelona, 1865 - Cervelló, 1929), dramaturg, poeta i advocat. Va ser propietari i, on hi va viure, de l'edifici on ara hi ha la Casa de la Vila, al carrer Major, núm. 146-148.
- Salvador Pugnau i Pascual (Sant Pol de la Bisbal (Baix Empordà), 1870 - ?). Director i mestre de l'escola privada Balmes (1910-1930)
- Remei Bosch i Salamó (La Bisbal d'Empordà,1875 - Salt, 1948), mestra de Cervelló durant vint-i-un anys.
- Emili Serra i Mac (Barcelona, 1878 - 1963), músic, pianista, compositor i director de la Societat Coral Diana fins a l'any 1939, director de l'"Orquestrina de Cervelló" i de l'orquestra "Mak Jazz". Va ser secretari de l'Ajuntament de Cervelló durant la II República.
- Lola Anglada i Sarriera (Barcelona, 1892 – Tiana, 1984), narradora infantil i dibuixant. Les seves estades a Cervelló, de 1923 a 1928, van fer reorientar la seva vida personal i artística.
- Canut Sàbat i Guitart (Cervelló, 1893 - Barcelona, 1973), cantant d'òpera i sarsuela -baix-. Actuà al Liceu, Scala de Milà i teatres populars.[23]
- Josep Tarradellas i Joan (Cervelló, 1899 - Barcelona, 1988), CXXV president de la Generalitat de Catalunya (1954-1980).
- Jaume Mestres i Pérez (Barcelona, 1907 - Cervelló, 1994), compositor, director d'orquestra i empresari de teatre musical barceloní.
- Josep M. Fàbregas Ferrando (Barcelona, 1908-1983), pintor aquarel·lista. Propietari de la torre racionalista -de l'arquitecte Baldrich- a l'Avinguda de Catalunya, núm. 18. En els anys 1960 va promoure, a Cervelló, exposicions de pintura dels seus companys de l'Agrupació d'Aquarel·listes de Catalunya. Era el marit d'Elisa Vives de Fàbregas.
- Elisa Vives de Fàbregas (Barcelona, 1910 - 1995), escriptora. Va estiuejar a Cervelló on va escriure part de la seva obra (amb ella hi va col·laborar la cervellonina Anna Ma. Armengol).
- Rafael Ferrer i Fitó (Sant Celoni, el Vallès Oriental, 1911 - Barcelona, 1988) fou un compositor, violinista i director d'orquestra. Va estiuejar a Cervelló, a la urbanització ¨Granja Garcia¨ entre els anys 1970-1980.
- Manuel Baldrich i Tibau (Tarragona, 1911 - Barcelona, 1966) va ser un arquitecte i urbanista. Fou arquitecte municipal de Cervelló, on hi té obra, i va viure a la masia de ca n'Esteve.
- Josep Lluís Sagarra i Zacarini (Barcelona, 1916 - Barcelona, 1999), fou un advocat i jurista. Antic propietari de la casa de cal Sagarra, al carrer de la Resclosa núm. 14, de Cervelló, on estiuejava la família. Va ser sogre de l'advocat i polític Miquel Roca i Junyent.
- Arthur Kéry Escoriguel (Barcelona, 1919 – Belfort -França-, 2015) pintor. Va fer estades a Cervelló, a la masia de Mas de Can Pi.
- Àngel Bertran i Montserrat (Cervelló, 1922 - Barcelona, 1995), artista pintor.
- Rafael Bertran Montserrat (Cervelló, 1924 -Barcelona, 2003), escriptor, dramaturg, poeta i advocat.
- Àngel Anjaumà i Máñez (Barcelona, 1925 - Sant Just Desvern, 2006) fou un futbolista de la dècada de 1940. Era germà de la propietària de la torre de ca Els Peixaters, al carrer de la Coral Diana, on hi estiuejà.
- Joan Manuel Serrat (Barcelona, 1943), cantautor i músic. Era un nen quan va fer estades a Cervelló per problemes de salut i poder recuperar-se, a la casa de cal Parellada, al carrer Major, núm. 10.
- Carles Camps i Mundó (Cervelló, 1948), poeta, escriptor i artista. Premi Carles Riba de poesia 2009.
- Ramon Pujolboira (Barcelona, 1949 - 2019) pintor. Va estiuejar amb la seva família a Cervelló, a l'edifici del carrer Major, núm. 14.

## Galeria fotogràfica

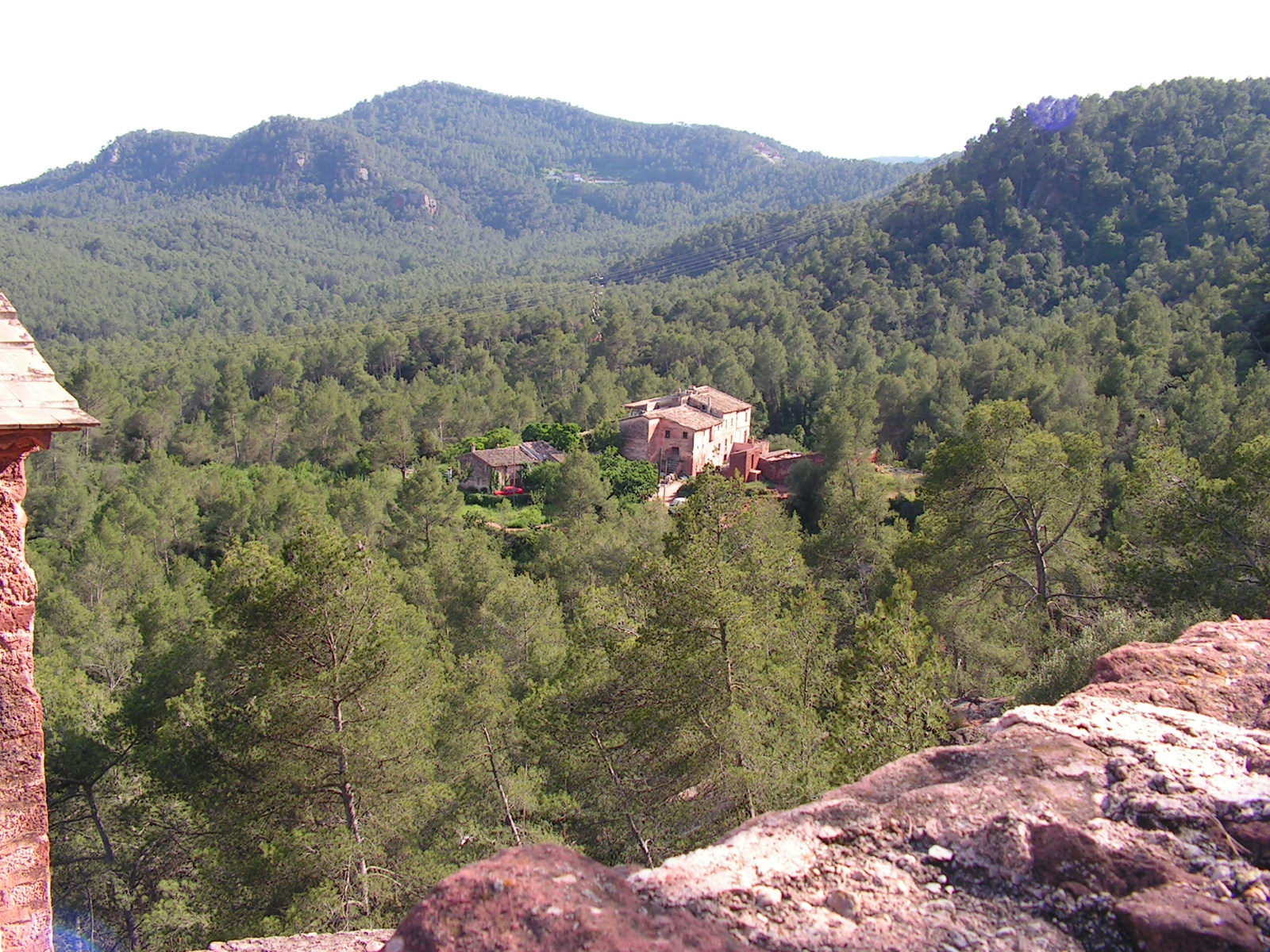
Can Sala de Baix (Cervelló)
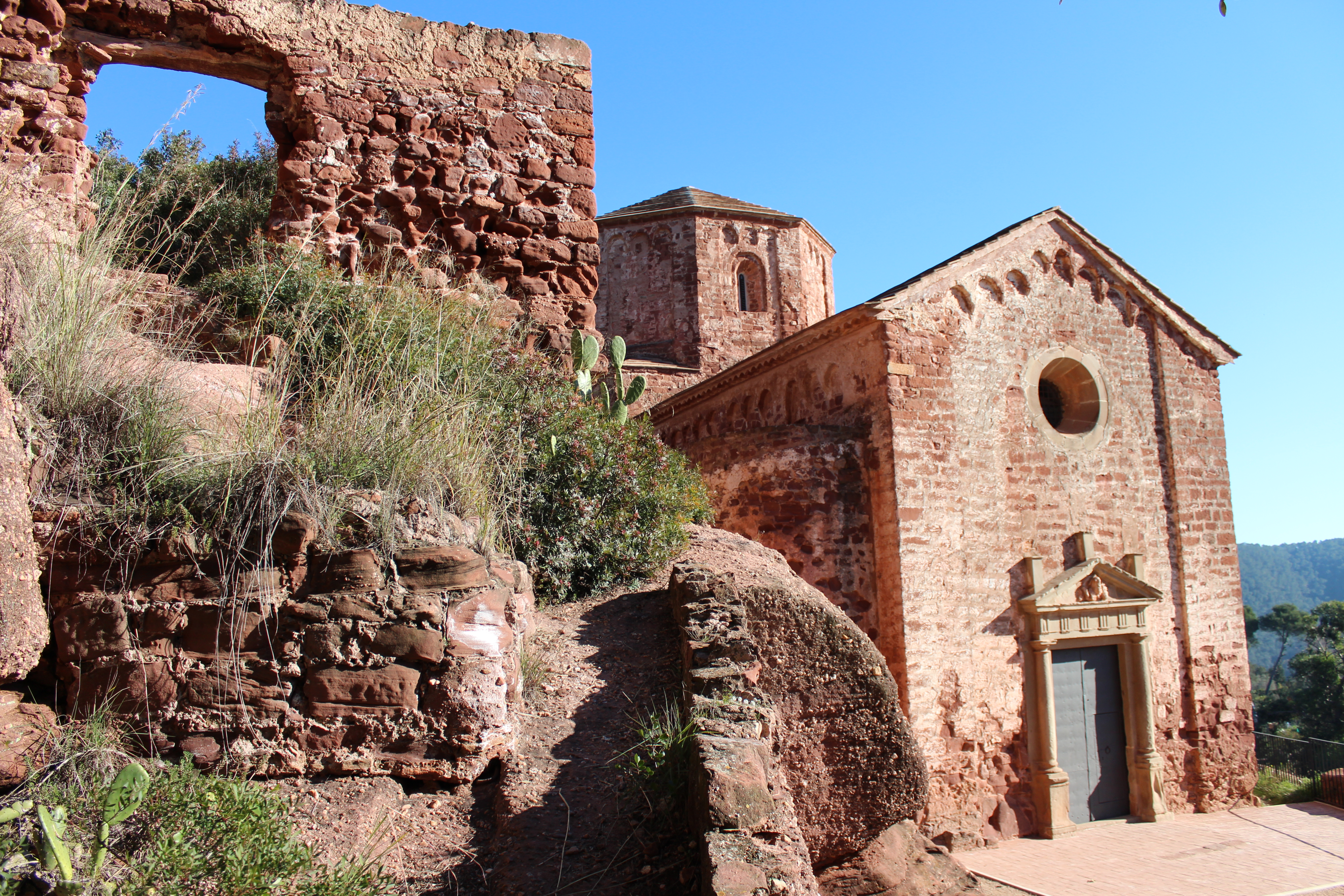
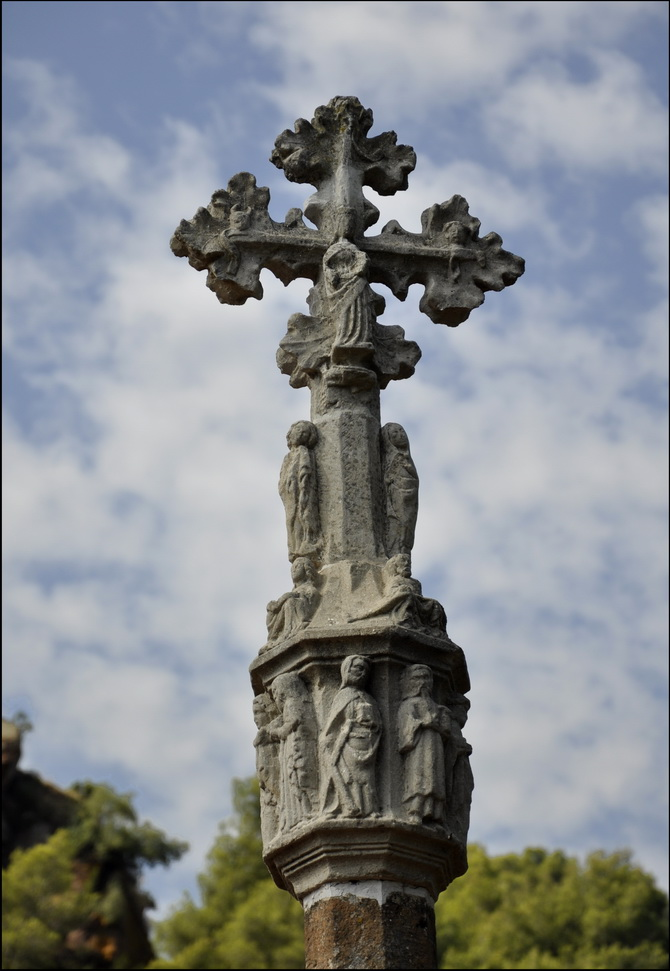
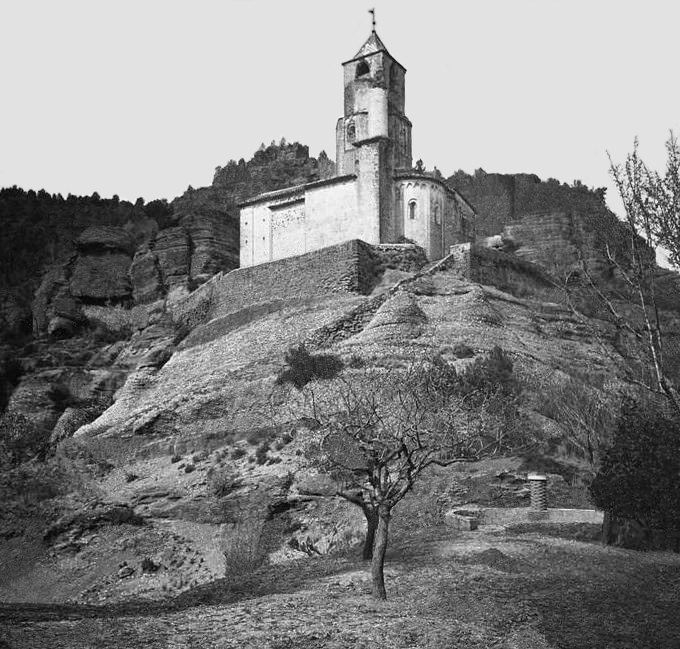
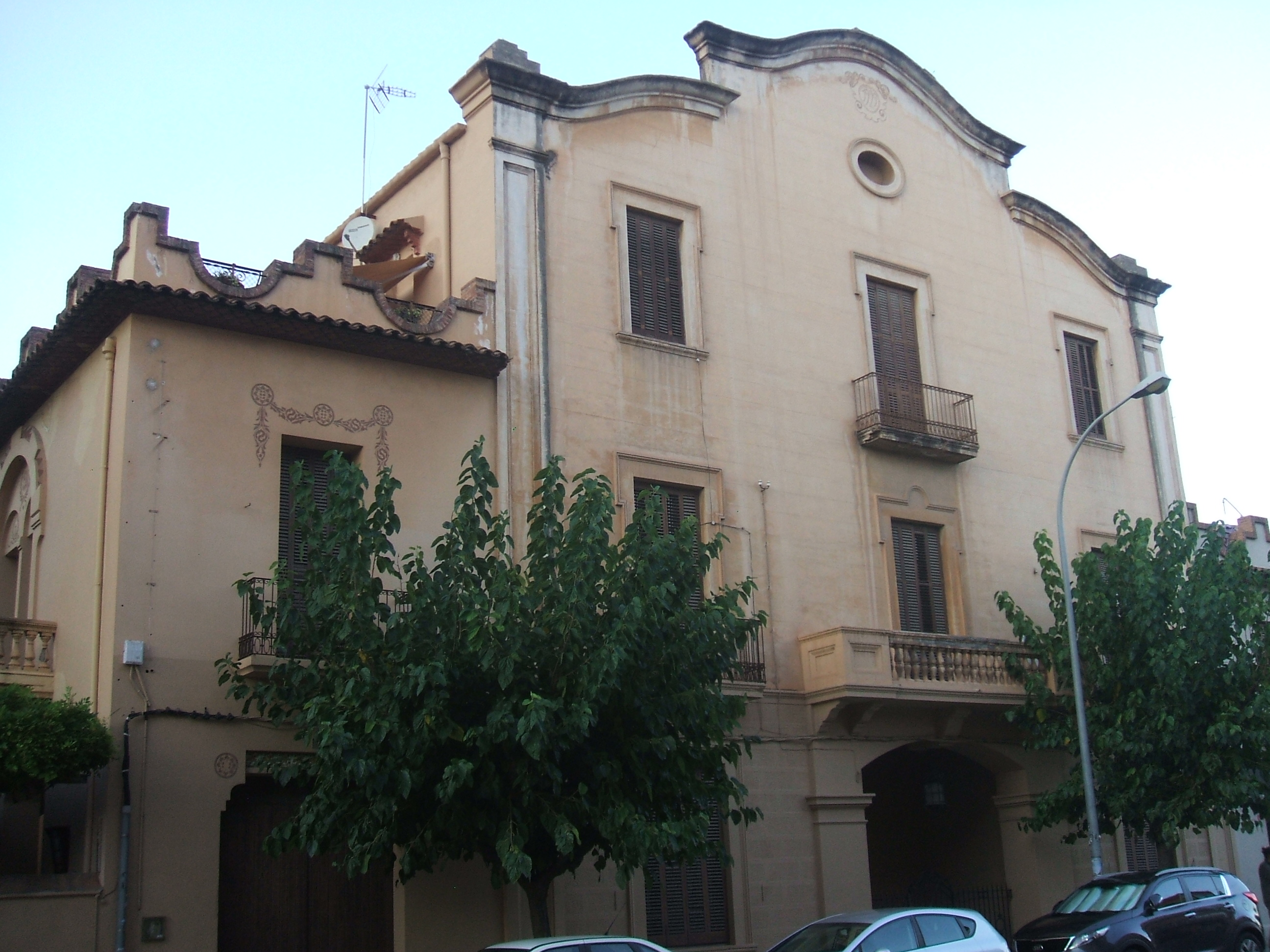
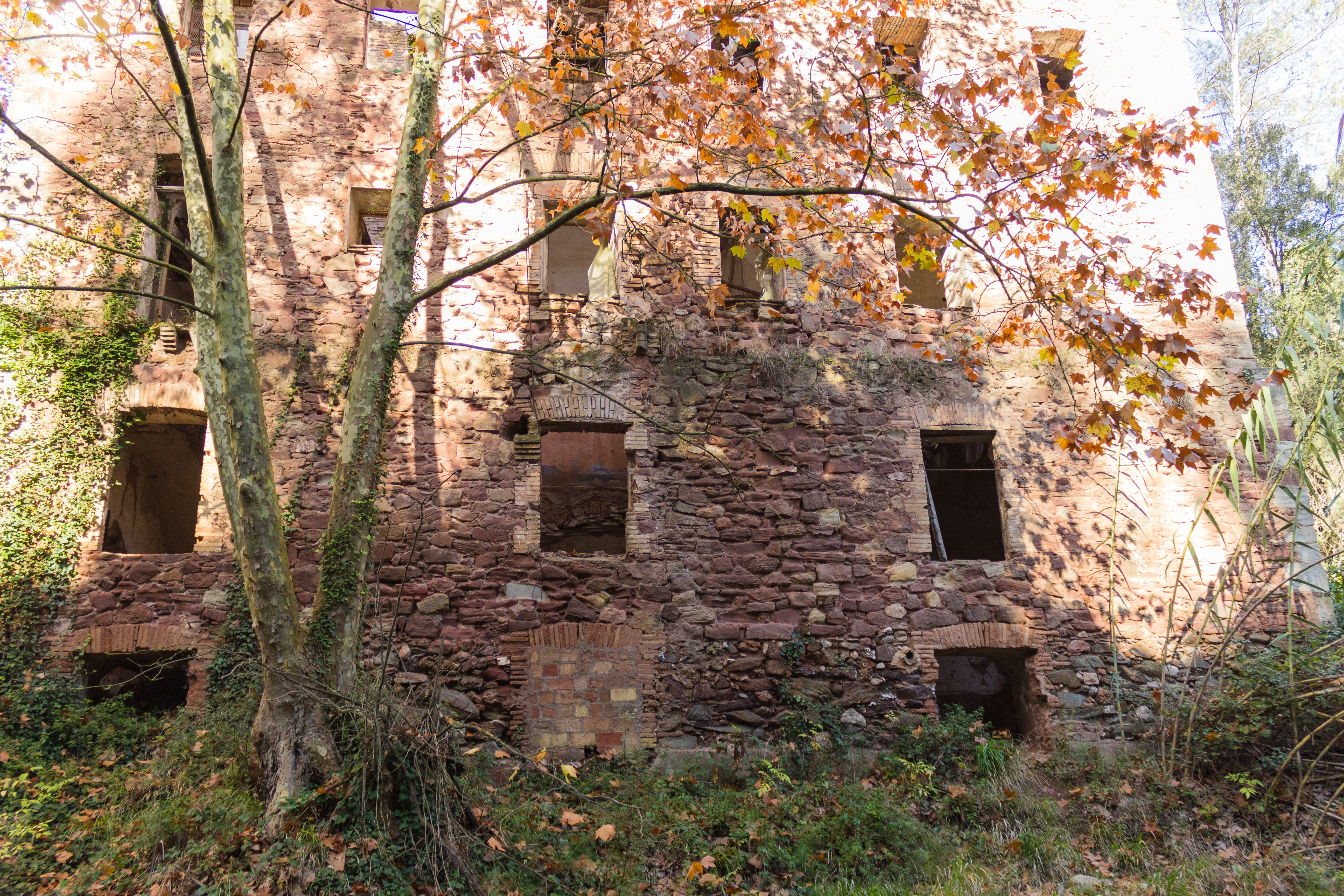
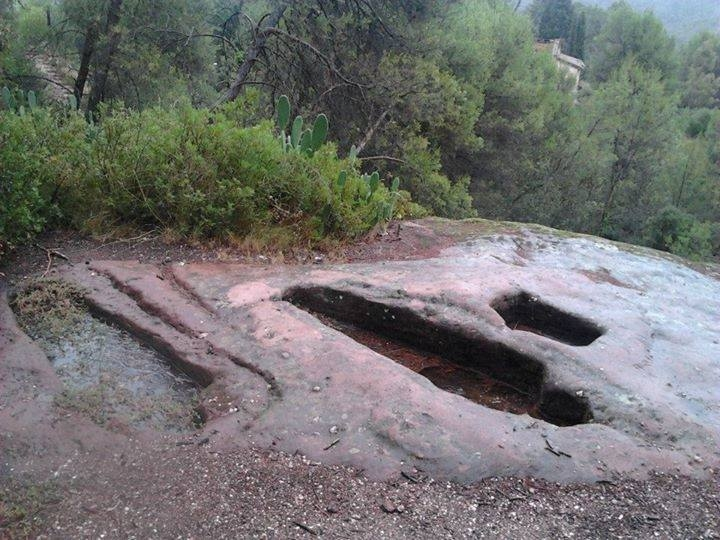